# Leptosomus discolor
Il curol del Madagascar (Leptosomus discolor (Hermann, 1783)) è un uccello diffuso nel Madagascar e nelle isole Comore e Mayotte. È l'unica specie del genere Leptosomus, della famiglia Leptosomidae e dell'ordine Leptosomiformes.

## Descrizione
È un uccello di media taglia, lungo 40–50 cm, caratterizzato da un marcato dimorfismo sessuale: i maschi hanno il piumaggio del torace e della testa di un colore prevalentemente grigio vellutato, che degrada verso il bianco nelle parti sottostanti, mentre il dorso, la coda, e le piume delle ali sono di un colore verde scuro cangiante, con sfumature violacee; le femmine hanno invece un piumaggio prevalentemente marrone, con maculature bianco-nere sul ventre. Il becco è robusto, le gambe e i piedi sono piccoli.

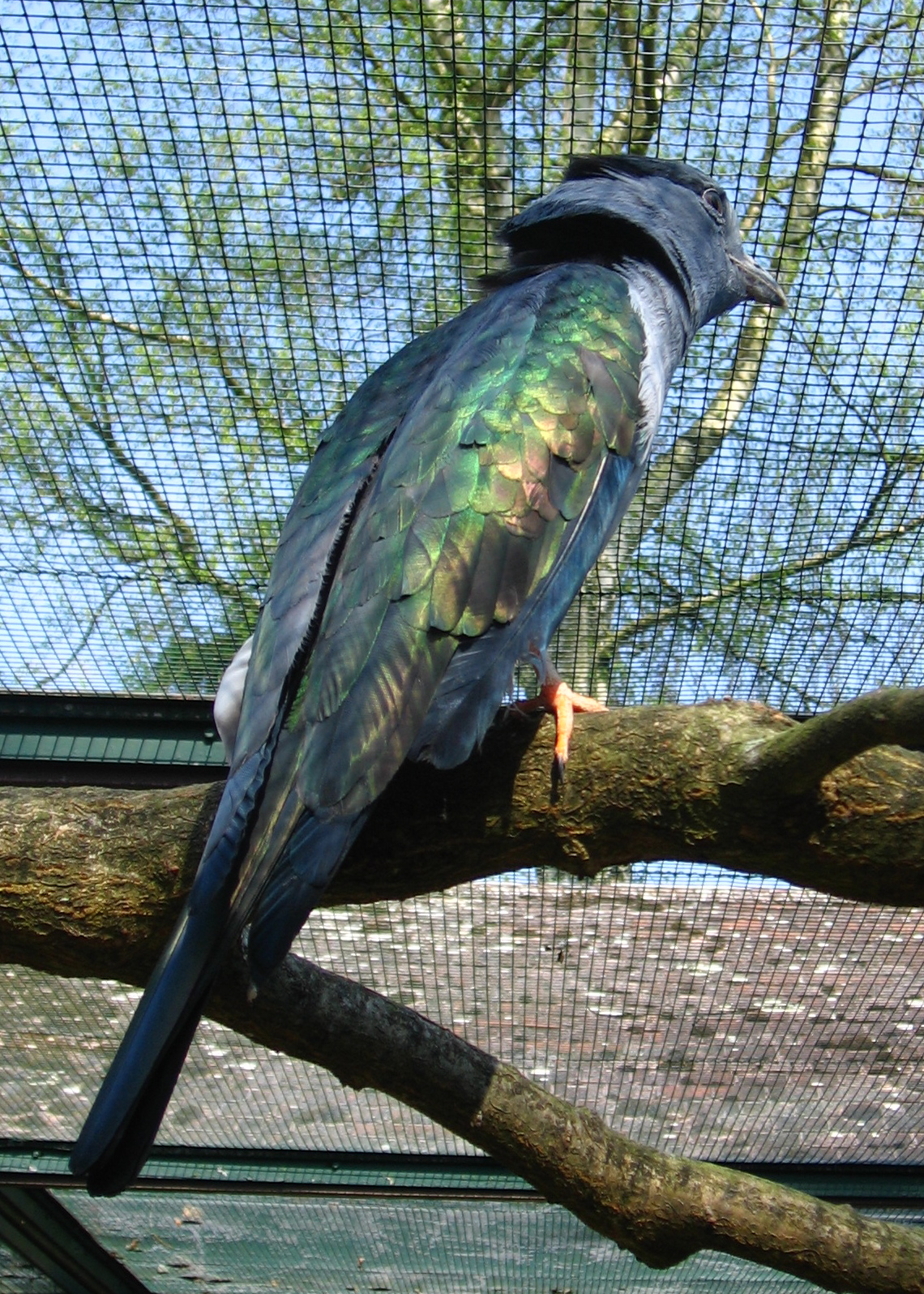
Maschio
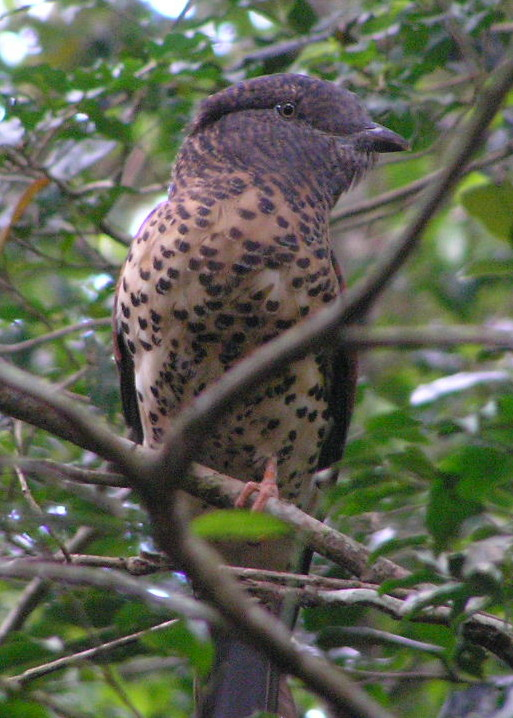
Femmina

## Biologia

### Alimentazione
La dieta di L. discolor è prevalentemente costituita da insetti (locuste, bruchi, insetti stecco) e piccoli vertebrati (camaleonti e gechi).
La tecnica di caccia principale consiste nell'appollaiarsi immobili in attesa della preda, per poi lanciarsi velocemente verso di essa; la preda viene afferrata con il robusto becco e finita sbattendola contro un ramo.

### Riproduzione
Pochissimi studi hanno indagato la biologia riproduttiva di questa specie. Il nido si trova in genere in cavità naturali su alberi ad alto fusto, a 4-6 m dal suolo. La femmina depone in media 4 uova, provvedendo alla cova, mentre il maschio si cura di procacciarle il cibo. Il periodo di incubazione è di circa 20 giorni; i pulcini rimangono nel nido per circa 30 giorni prima di involarsi.

## Tassonomia
Collocata in passato nell'ordine Coraciiformes, la famiglia Leptosomidae è stata recentemente segregata in un ordine a sé stante, Leptosomiformes.
La specie Leptosomus discolor comprende 3 sottospecie:
- L. discolor discolor  (Hermann, 1783) - sottospecie nominale
- L. discolor gracilis Milne-Edwards & Oustalet, 1885
- L. discolo intermedius Hartert & Neumann, 1924

## Distribuzione e habitat
La sottospecie nominale è presente in Madagascar, nelle isole Mayotte e sull'isola di Mohéli (Comore).
 
La sottospecie L. d. gracilis è invece esclusiva di Grande Comore mentre L. d. intermedius si trova solo su  Anjouan (Comore).

## Conservazione
La IUCN Red List classifica L. discolor come specie a basso rischio (Least Concern).